# Пеллетье, Мадлен

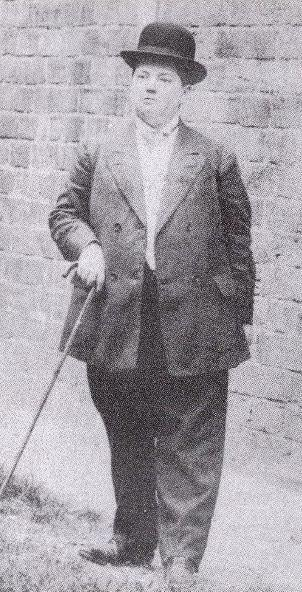
Мадлен Пеллетье одевалась как мужчина, чтобы дистанцироваться от женственности, которую она рассматривала как концепцию-признак угнетения женщин

Мадлен Пеллетье (18 мая 1874, II округ Парижа — 29 декабря 1939, Эпине-сюр-Орж) — французский психиатр, феминистка первой волны и политическая активистка.
Родилась в Париже, в подростковом возрасте часто посещала социалистические и анархистские группы. Она стала врачом в возрасте двадцати лет и стала первой женщиной во Франции, получившей докторскую степень в области психиатрии. Пеллетье присоединилась к масонству, французской секции Рабочего Интернационала и возглавила феминистскую ассоциацию. В 1921 году отправилась в Советскую Россию, намереваясь воочию увидеть результаты Октябрьской революции и присоединиться к социалистическому строительству, но вернулась разочарованной. Во Франции она продолжала выступать за феминистские и либертарно-коммунистические идеи и написала множество статей, эссе и литературных произведений, даже после гемипареза от инсульта в 1937 году.
Пеллетье было предъявлено обвинение в том, что в 1939 году она сделала аборт, несмотря на то, что её состояние не позволяло совершить подобное действие. Её поместили в психиатрическую лечебницу, где её здоровье ухудшилось, и в том же году она умерла от второго инсульта.

## Биография
Первоначально Пеллетье обучалась на антрополога, вслед за Полем Броком изучала взаимосвязь между размером черепа и интеллектом вместе с Шарлем Летурно и [Леонсом Мануврье. Когда она оставила антропологию, то подвергла критике концепцию размера черепа как детерминанта интеллекта, определяющего различие полов.
После разрыва с антропологией Пеллетье стала психиатром. В 1903 году Пеллетье провела кампанию при поддержке феминистской газеты La Fronde, чтобы поддержать право женщин на все виды медицинской специализации, в первую очередь на экзамен для психиатрической интернатуры.
Она также была известна как масонка. Пеллетье с 1904 года была членом ложи La Nouvelle Jérusalem. В ложе были как мужчины, так и женщины, и, хотя Пеллетье была политически активной, она часто расходилась со своей ложей по продвижению эмансипации женщин.
Пеллетье была частично парализована в результате инсульта в 1937 году. Однако она продолжала открыто практиковать аборты и была арестована в 1939 году. После ареста она была помещена в психиатрическую лечебницу, и её физическое и психическое здоровье ухудшилось. Она умерла в течение года.